# Cerclaje cervical
El cerclaje cervical, también conocido como traqueloplastia o punto de sutura cervical, es usado para el tratamiento de la incompetencia istmicocervical, la cual es una condición donde el cuello uterino está ligeramente abierto y existe el riesgo de un aborto no provocado (porque es probable que aumente la dehiscencia del conducto cervical evitando que se mantenga cerrado durante el embarazo), o parto pretérmino. Este tratamiento es usualmente aplicado a una mujer que ha sufrido uno o más abortos involuntarios en el pasado, en el segundo trimestre del embarazo. El tratamiento consiste en una sutura fuerte insertada en y alrededor del cuello uterino en la etapa temprana del embarazo, usualmente entre las 12 y 14 semanas. Es retirada casi al final del embarazo, cuando el mayor riesgo de un aborto no provocado ya ha pasado.

## Tipos
Existen tres tipos de cerclaje:
- El cerclaje McDonald, nombrado en 1957, es el más común. Es esencialmente una sutura en forma de cadena/cuerda que mantiene el cuello uterino cerrado; este procedimiento implica una banda de sutura en la parte superior del cuello uterino, mientras que la parte inferior ha comenzado a eliminarse. Esta sutura es usualmente puesta entre las 12 y 16 semanas del embarazo. La sutura es generalmente retirada aproximadamente en la semana 37 de gestación.[3]
- El cerclaje Shirodkar es muy similar, pero las suturas pasan a través del cuello uterino – de esta forma, no están expuestas. Este tipo de sutura es menos común y técnicamente más difícil que el Cerclaje McDonald, y se piensa (no comprobado) que reduce el riesgo de infección. El procedimiento Shirodkar a veces implica una sutura permanente alrededor del cuello uterino, la cual no se puede retirar, por consiguiente solo se puede dar a luz al bebé por medio de cesárea. La técnica de Shirodkar fue nombrada por el Doctor V. N. Shirodkar en Bombay en 1955. En 1963, el doctor Shirodkar viajó a la ciudad de Nueva York para realizar el procedimiento en el Hospital of Special Surgery en dicha ciudad; el procedimiento fue todo un éxito, y el bebé vivió hasta la edad adulta.
- El cerclaje abdominal, el tipo menos común, es permanente e implica suturar dentro del abdomen. Se suele realizar solo cuando el cuello uterino es demasiado corto para intentar un cerclaje normal.

## Resultados normales
La tasa de efectividad del cerclaje cervical es aproximadamente de 80-90% por cerclajes electivos, y 40-60% por cerclajes de emergencia. El cerclaje es considerado efectivo si el parto es demorado al menos 37 semanas (término completo de un embarazo).

## Cuidados postoperatorios
Después que el cerclaje se ha puesto, la paciente será observada por varias horas (a veces durante la noche) para asegurar que no empezara trabajos de parto prematuras. Después de esto se le dará de alta a la paciente, pero se le darán instrucciones de permanecer en cama y evitar cualquier actividad física por dos o tres días, o hasta dos semanas. Se harán citas de control para que el doctor pueda monitorear la sutura y el cuello uterino, y determinar cualquier signo de trabajo de parto prematuro.
No se pueden mantener relaciones sexuales con penetración.

## Riesgos
Aunque el cerclaje es generalmente un procedimiento seguro, hay una serie de posibles complicaciones que puedan surgir durante o después de la cirugía. Incluyen:
- Riesgos asociados con la anestesia regional o general
- Trabajo de parto prematuro
- Ruptura de membranas prematura
- Infección del cuello uterino
- Infección del saco amniótico (corioamnionitis)
- Ruptura cervical (puede ocurrir si la sutura no es removida antes del inicio del trabajo de parto)
- Daño en el cuello uterino o vejiga
- Sangramiento
- Distocia cervical que impide la dilatación necesaria para la cesárea
- Desplazamiento del cuello uterino

Aproximadamente 1-9% de las mujeres experimentara trabajo de labor prematuro después del cerclaje. El riesgo de corioamnionitis es del 1-7%, pero puede aumentar al 30% si el cuello uterino tiene una dilatación de más de 3 centímetros. Los riesgos asociados al parto prematuro, es sin embargo más alto. Bebes nacidos entre las 22 y 25 semanas del embarazo tienen un riesgo significativo de incapacidades moderadas o severas (46-56%) o de muerte (aproximadamente el 10-30% sobreviven al nacer a las 22 semanas, aumentando al 50% a las 24 semanas, y un 95% a las 26 semanas).